# ドキュメンタリーWAVE
『ドキュメンタリーWAVE』は、NHK BS1が2011年から2017年4月2日まで放送されていたドキュメンタリー番組である。

## 概要
NHK制作、もしくはNHKと日本国内の制作プロダクションの共同制作によるドキュメンタリー番組である。日本国外、または日本と海外との関係を取材対象としたドキュメンタリーを中心に、日本国内を主な取材対象としたドキュメンタリーも放送する。2011年4月のNHK衛星放送チャンネル再編と同時に放送を開始した。2014年4月放送分からオープニングCGおよびテーマ曲が変更になった。
2017年4月2日放送の『激動の家族史を記録する　中国・新たな歴史教育の現場』を持って番組は終了した。同時に公式サイトも削除されている。

## 放送時間
2015年4月 -
- 本放送： 日曜 22:00 - 22:49

基本的に毎月最終日曜は、グローバルディベートWISDOM放送のため休止。
- 再放送： 月曜 17:00 - 17:49

2012年4月 - 2015年3月
- 本放送： 土曜 22:00 - 22:49
- 再放送： 日曜 20:00 - 20:49

2011年4月 - 2012年3月
- 本放送： 土曜（金曜深夜） 0:00 - 0:49
- 再放送： 日曜 18:00 - 18:49、金曜 18:00 - 18:49

新作の放送は不定期で、上記の本放送枠で再放送が行われることもあり、本放送枠・再放送枠ともに休止することもある。また、上記枠以外での本放送も行われる。
NHKワールド・プレミアムでも特集番組扱いで不定期放送されることがある（主に「ワールドWaveトゥナイト」が祝日やBS1のスポーツ中継編成に伴う休止時の代替番組として23:25 - 翌0:14に放送されるが、その他の時間帯でも放送される場合がある）。